# Frank Giering
Frank Giering (23 de novembro de 1971 - 23 de junho de 2010) foi um ator alemão.

## Filmografia
- 1996: Die Halbstarken
- 1997: The Castle
- 1997: Funny Games
- 1998: Tatort - Blick in den Abgrund
- 1998: Opera Ball - Victims / Offenders
- 1998: Und alles wegen Mama
- 1998: Das merkwürdige Verhalten geschlechtsreifer Großstädter zur Paarungszeit
- 1999: Gigantic
- 2000: Marmor, Stein & Eisen
- 2000: Bloody Weekend
- 2000: Gran Paradiso
- 2000: Exit to Heaven
- 2000: Ebene 9
- 2002: Dienstreise - Was für eine Nacht
- 2002: Baader
- 2003: Hierankl
- 2003: The Curve
- 2003: Anatomy 2
- 2004: Nightsongs
- 2004: Die Rosenzüchterin
- 2006: Esperanza
- 2006: Störtebeker
- 2006-: Der Kriminalist
- 2007: Free to Leave
- 2008: Tatort - Der glückliche Tod
- 2009: Lasko - Die Faust Gottes - Der FLuch
- 2009: Keine Angst
- 2009: Die Bremer Stadtmusikanten